# كلارك إس. هوبز
كلارك إس. هوبز (بالإنجليزية: Clark S. Hobbs)‏ هو صحفي أمريكي، ولد في 1 يوليو 1888، وتوفي في 13 يوليو 1973.